# Dasymacaria ansorgei
Dasymacaria ansorgei är en fjärilsart som beskrevs av W. Warren 1901. Dasymacaria ansorgei ingår i släktet Dasymacaria och familjen mätare. Inga underarter finns listade i Catalogue of Life.